# Lajf (film)
TV snímek Lajf režiséra Jiřího Stracha pojednává o pětičlenném kolektivu sebevrahů; představený léta 2025 na MFF v Karlových Varech, na obrazovky se dostane zjara roku 2026.

## Obsazení
| Jan Kolařík          | Troškár    |
| Jiří Mádl            | Kamil      |
| Božidara Turzonovová | Bertoldová |
| Sophia Šporclová     | Pepé       |
| Ivo Gogál            | Gábor      |

## Citát
| „                | Sledujeme příběh pěti lidí, kteří se neznají. Každý z nich se sebevraždu bojí spáchat sám, a proto ji chce spáchat v kolektivu. Jedou spolu na poslední pouť a při ní se poznávají humorem, cynismem, bolestí a smutkem. | “ |
| — režisér Strach | |   |

| „                | Přestože je život mnohokrát krutý, přináší různé bolesti, kdy někdy uvažujeme, jestli by nebylo lepší to třeba čestně ukončit a už se přestěhovat na druhý břeh, tak film vlastně říká, že za život stojí bojovat, že dává smysl a že není vlastně bolest, která by nemohla být nějakým způsobem překonána. | “ |
| — režisér Strach | |   |